# Kołowy Przechód
Kołowy Przechód (słow. Kolový priechod, niem. Pflockseekerbe, węg. Karó-tavi-átjáró) – niewybitna przełęcz w słowackiej części Tatr Wysokich, położona na wysokości 2118 m w grani głównej Tatr. Znajduje się 150 m na północny wschód od Kołowej Przełęczy, będącej największym obniżeniem grani pomiędzy Kołowym Szczytem na południowym zachodzie a Jagnięcym Szczytem na północnym wschodzie.
Grań pnąca się z Kołowej Przełęczy w kierunku wierzchołka Jagnięcego Szczytu to Grań Townsona. Znajdują się w niej kolejno:
- Kołowy Przechód,
- Wyżni Kołowy Przechód (Vyšný Kolový priechod),
- Mały Jagnięcy Kopiniak (Malý jahňací zub),
- Niżni Jagnięcy Karb (Nižný jahňací zárez),
- Wielki Jagnięcy Kopiniak (Veľký jahňací zub),
- Wyżni Jagnięcy Karb (Vyšný jahňací zárez)[1].

Po zachodniej stronie przełęczy położone jest Bździochowe Korycisko (Kotlinka pod Kolovým sedlom) będące odgałęzieniem Doliny Kołowej (Kolová dolina), a po wschodniej – Dolina Jagnięca (Červená dolina), odnoga Doliny Zielonej Kieżmarskiej. Do Doliny Kołowej spod Kołowego Przechodu opadają dwa żleby o charakterze kominów, poniżej których rozciąga się Bździochowa Płaśń. Po stronie Doliny Jagnięcej stoki są łagodniejsze.
Przez Kołowy Przechód wiedzie żółto znakowany szlak turystyczny ze schroniska nad Zielonym Stawem Kieżmarskim przez Dolinę Jagnięcą na Jagnięcy Szczyt. Przejście przez Kołową Przełęcz i Kołowy Przechód jest najłatwiejszym połączeniem Doliny Kołowej z Jagnięcą i było od dawna (zapewne już w połowie XVIII wieku) znane strzelcom z okolicznych miejscowości. Ponieważ z Doliny Kołowej bardziej dostępna jest Kołowa Przełęcz, a z Doliny Jagnięcej Kołowy Przechód, przejście wiedzie granią między nimi. Droga wprost od północnego zachodu na Kołowy Przechód jest częściowo bardzo trudna (IV w skali UIAA) i prowadzi w kruchym terenie, prawym z dwóch żlebów pod przełęczą.
Pierwsze znane wejścia:
- latem – Eduard Blásy i towarzysze, ok. 1850 r.,
- zimą – Gyula Hefty i Lajos Rokfalusy, 3 grudnia 1911 r.[3]

## Szlaki turystyczne
– żółty szlak turystyczny o umiarkowanej trudności (kilka miejsc eksponowanych – ubezpieczenia łańcuchami) ze schroniska nad Zielonym Stawem Kieżmarskim na Jagnięcy Szczyt. Czas przejścia: 2:15 h, ↓ 1:35 h
Przy zejściu z grani Jagnięcego Szczytu należy uważać, aby nie przeoczyć wąskiej i niepozornej szczerbiny, w której ścieżka przechodzi na drugą stronę grani. Często zdarzają się tutaj pomyłki. Turyści, zamiast przejść tą szczerbiną na wschodnią stronę grani, idą dalej granią w kierunku Kołowego Szczytu. Łatwo się pomylić, gdyż wiedzie tam dobrze przez turystów wydeptana ścieżka, jednak prowadzi ona do miejsca, skąd zejść do Doliny Jagnięcej się nie da, gdyż grań jest tam stromo podcięta, i należy wrócić. Tuż pod Kołowym Przechodem po stronie Doliny Jagnięcej szlak prowadzi przez 7-metrową ściankę i 10-metrowe zacięcie.